# Taifa Toledo

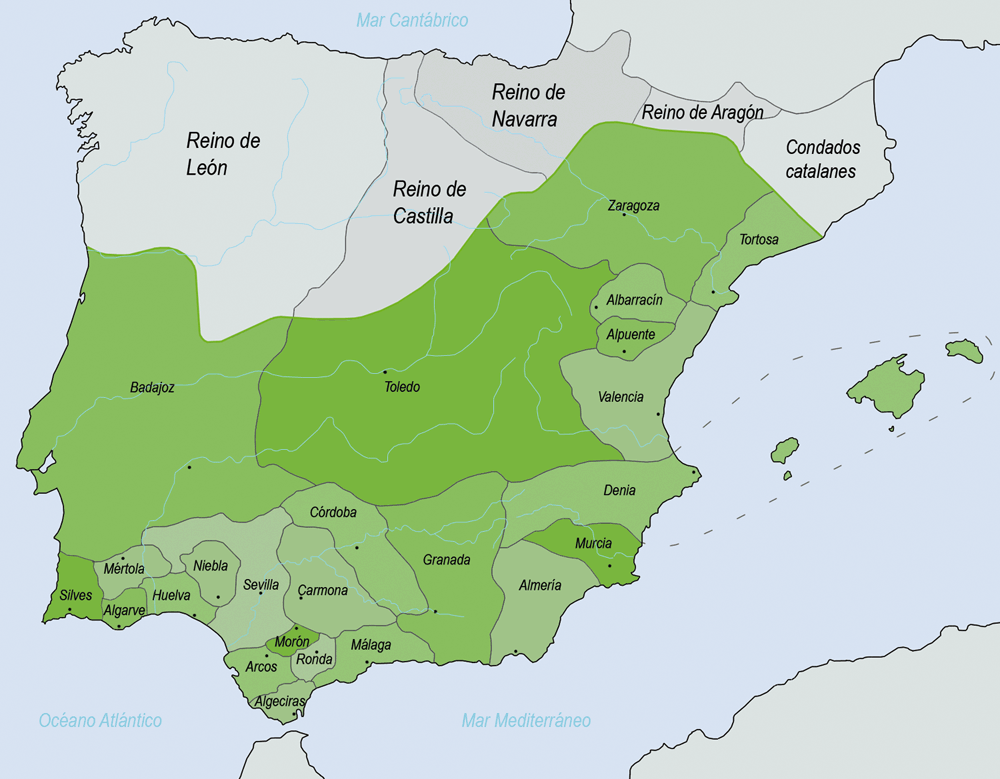
Ligging t.o.v. andere taifa's

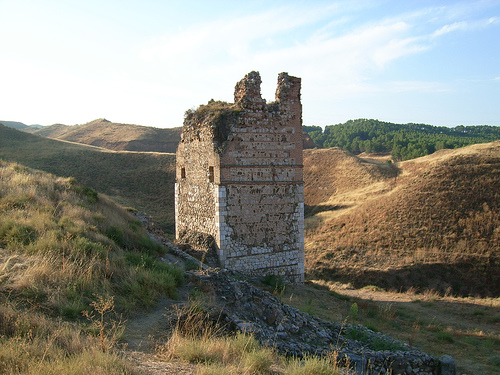
Ruïne van het kasteel van Alcalá la vieja

De taifa Toledo was een emiraat (taifa) in de regio Castilië-La Mancha in centraal Spanje. De hoofdstad was Toledo (Arabisch: Tulaytulah). De taifa kende een onafhankelijk periode van 1035 tot 1085, toen hij werd veroverd door het koninkrijk Castilië.

## Ismail al-Zahir (1035-1043)
De taifa ontstond kort na de val van het kalifaat Córdoba (1031) in ca. 1035 uit de kurah Santaveria (district in kalifaat). In ca. 1035 stuurde Abd al-Rahman ibn Dil-Nun, heer van Santaver (Arabisch: Santabariyya) zijn zoon Ismail al-Zahir, heer van Uclés, naar Toledo om het in te nemen. De Banu Dil-Nun was een familie afkomstig van de Berberstam Hawwara.

## Al-Ma'mun (1043-1075)
Toen in 1061 Abd al-Aziz ibn Abd al-Rahman al-Mansur, emir van de taifa Valencia, werd aangevallen door koning Ferdinand I van Castilië was het emir Yahya ibn Ismail al-Ma'mun (ook wel Yahya I of Al-Mamun genoemd), die in 1065 Valencia, met de goedkeuring van Ferdinand I, annexeerde. 
In 1072 verbleef koning Alfons VI van Castilië negen maanden in ballingschap in Toledo, onder de bescherming van Al-Mamun. Met hulp van Alfons VI wist hij in 1075 Córdoba op Al Mu'tamid, emir van de taifa Sevilla, in te nemen. Later dat jaar kwam hij om het leven door vergiftiging.

## Al-Qadir (1075-1078)
Hij werd in Toledo en Valencia opgevolgd door zijn (klein?)zoon Yahya ibn Ismail ibn Yahya al-Qadir (Yahya II of Al-Qadir). Dit veroorzaakte een opstand in Valencia. Toen in 1078 Al-Qadir Toledo moest ontvluchten en in Cuenca een heenkomen zocht, wendde hij zich voor hulp tot Alfons VI.

## Badajoz (1078-1085)
Inmiddels was Toledo in 1080 aan Umar ibn Mohammed al-Mutawakkil, emir van de taifa Badajoz gevallen. In 1081 leidde Rodrigo Díaz de Vivar (El Cid) een onbevoegde militaire overval op Toledo, dat onder bescherming stond van Alfons VI. Hij werd onterfd en verbannen en bood zijn diensten aan de emir van Zaragoza.

## Koninkrijk Castilië (1085)
Toledo werd op 25 mei 1085 door de Castilianen onder Alvar Fáñez veroverd en Al-Qadir werd gouverneur van Toledo. In oktober 1092 werd Al-Qadir in Valencia geëxecuteerd.

## Lijst van emirs
Banu Dil-Nun
- Ismail al-Zahir: ca. 1035-1043/44
- Yahya ibn Ismail al-Ma'mun: 1043/44-1075
- Yahya ibn Ismail ibn Yahya al-Qadir: 1075-1078
- Aan taifa Badajoz: 1078-1085
- Yahya II al-Qadir (hersteld): 1085-1092